# Ernest Ranglin
Ernest Ranglin, född 19 juni 1932 i Manchester, Jamaica, är en jamaicansk gitarrist och kompositör. 
Som barn spelade Ranglin ukulele och tillverkade en egen gitarr innan han fick råd att köpa en i tonåren. Charlie Christian var en tidig förebild. Ranglin finns med på många klassiska ska- och reggaeinspelningar, till exempel med Jimmy Cliff, Monty Alexander, Prince Buster och The Skatalites, och många andra. Ranglin turnerade även flitigt med Eric Deans orkester – ett av de bästa banden i Västindien under 1950- och 1960-talen.
År 1958 spelade Chris Blackwell in en singel med Ranglin, och det var den första skiva som släpptes av Blackwells Island Records. Senare inspelningar i slutet av 1950-talet och under tidigt 1960-tal betraktas ofta som viktigaste perioden i när det gäller utvecklingen av den genuint jamaicanska populärmusiken ska. År 1964 fanns Ranglin med sin gitarr på Jamaicas första internationella jättehit – "My Boy Lollipop" med den blott 16-åriga sångerskan Millie (Millie Small). Som medlem i Skatalites kompade han flera sångare som senare skulle bli berömda reggaeartister, bland andra Peter Tosh, Bunny Wailer, Toots and The Maytals och Bob Marley. Vissa krediterar Ranglin som uppfinnaren av scratching, den typ av rytmiskt gitarrspel som finns i nästan all ska-musik.
Ranglin har fortsatt att turnera och jobba i inspelningsstuion, ofta med en musik som är en blandning av reggae och jazz. År 1997 återförenades Ranglin med The Skatalites, som släppte albumet Ball of Fire.

## Diskografi (urval)
Soloalbum
- Wranglin (1964) Island
- Reflections (1965) Island
- Guitar in Ernest (1965) Dub Store Records
- Sonny’s Blues: Live at Ronnie Scott’s – Sonny Stitt (1966) JHAS
- Boss Reggae (1969) Federal
- Ranglypso (1976) MPS
- Ranglin Roots (1977) Water Lily
- From Kingston JA to Miami USA (1983) Vista Sounds
- Below the Bassline (1996) Island Jamaica Jazz
- Sounds & Power (1996) Studio One
- Soul D'Ern (1997) Jazz House
- Tribute to a Legend (1997) K-Jazz
- Memories of Barber Mack (1997)
- In Search of the Lost Riddim (1998) Palm Pictures
- EB @ Noon (2000) Tropic
- Modern Answers to Old Problems (2000) Telarc
- Grooving (2001) Blue Moon
- Gotcha! (2001) Telarc
- Alextown (2005) Palm Pictures
- Surfin' (2005) Telarc

Samarbeten
- Monty Alexander – Ernest Ranglin (1981) MPS[8]
- Earth Tones (Charlie Hunter, Chinna Smith & Ernest Ranglin) (2005) Green Streets
- Bless Up (Ernest Ranglin & Avila) (2014) Avila Street